# 天主教恩岡代雷教區
天主教恩岡代雷教區（拉丁語：Dioecesis Ngaunderensis）是喀麥隆一個羅馬天主教教區，屬加魯阿總教區。
教區成立於1982年11月19日，位於阿達馬瓦區。2004年有教友35,500人（佔轄區總人口5.4%）、廿一個堂區、四十名司鐸。現任教區主教為若瑟·吉達。

## 歷任教長
1. 若望·馬利·若瑟·奧斯定·帕斯奎爾† OMI（1982年11月19日－2000年10月23日）
2. 若瑟·吉達 OMI（2000年10月23日－）